# Homole u Panny
Homole u Panny (německy Hummel) je česká obec, která se nachází v okrese Ústí nad Labem ve stejnojmenném kraji. Žije v ní 402 obyvatel.

## Název
Název vesnice je odvozen z obecného jména homyla, které vzniklo přesunem hlásek ze slova mohyla ve významu kopec nebo hromada kamení. Původně se vesnice jmenovala Hřibojedy, ale v šestnáctém století její část koupil Jindřich Abrahám ze Salhausenu od Melchiora Homuleho. Od té doby se objevuje také německý název Hummel. V historických pramenech se vesnice objevuje ve tvarech: in Hrzibogedech (1407), rzybogeduow (1549), Hummel (1587), w Hržibogedech (1626), Hummel (1720), Hummel a Hržiboged (1787), Hummel (1833) a Hummel nebo Homoly (1854).
Neshodný přívlastek "u Panny" odkazuje k vrchu Panna resp. k hradu na něm stojícímu.

## Historie

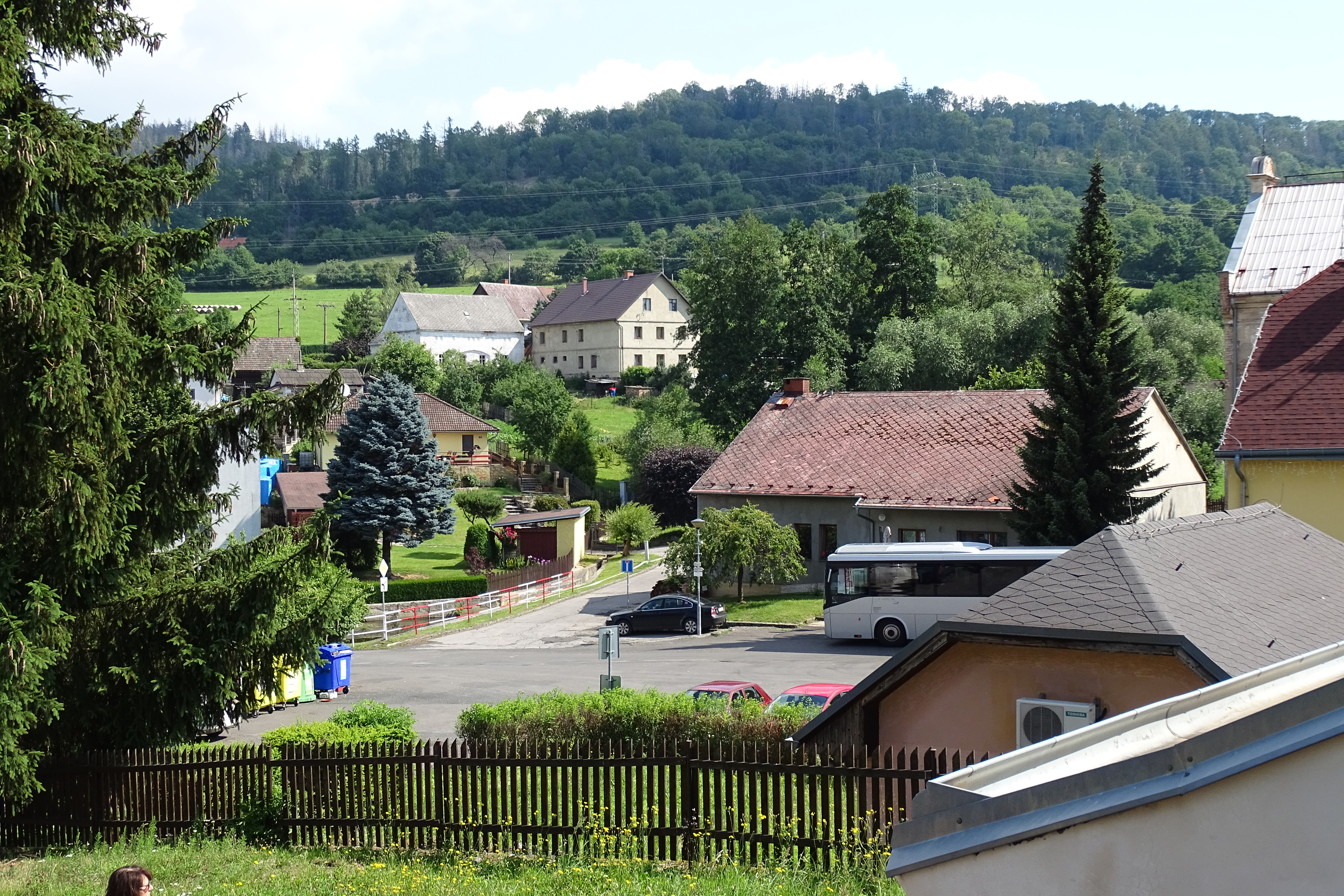
Homole u Panny střed obce

První písemná zmínka pochází z roku 1407.

## Části obce
- Homole u Panny
- Babiny II

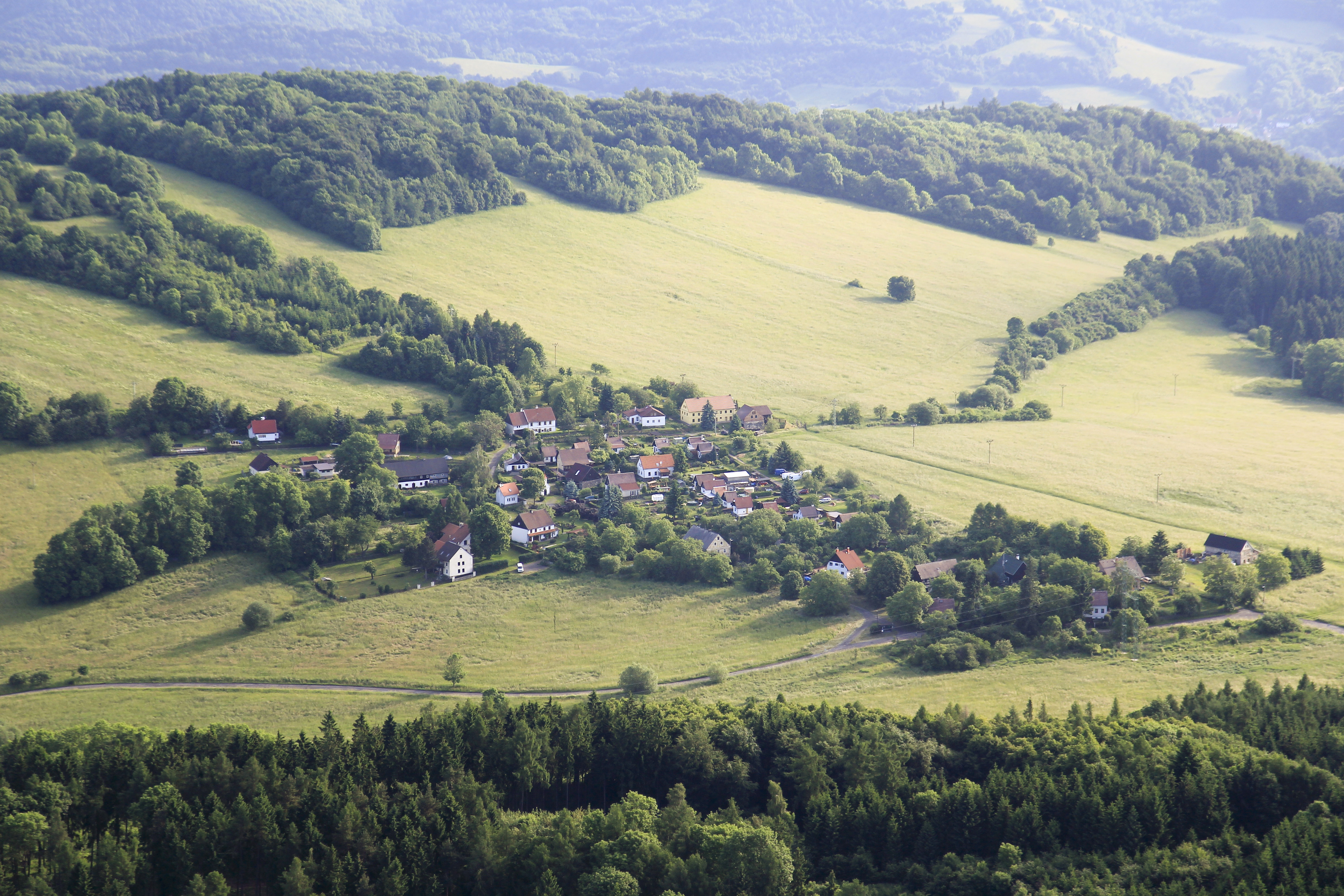
Bláhov
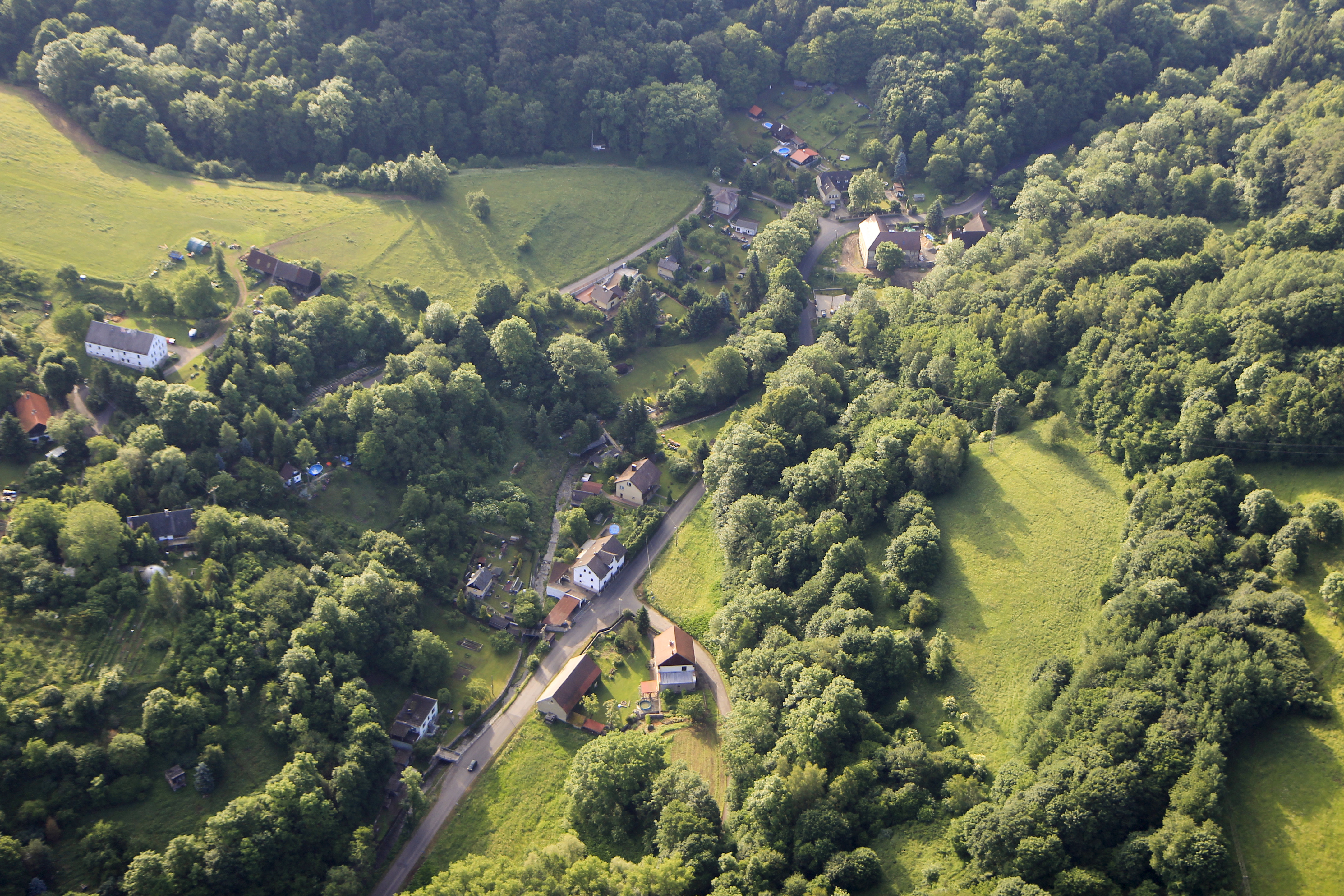
Byňov
- Doubravice
- Haslice
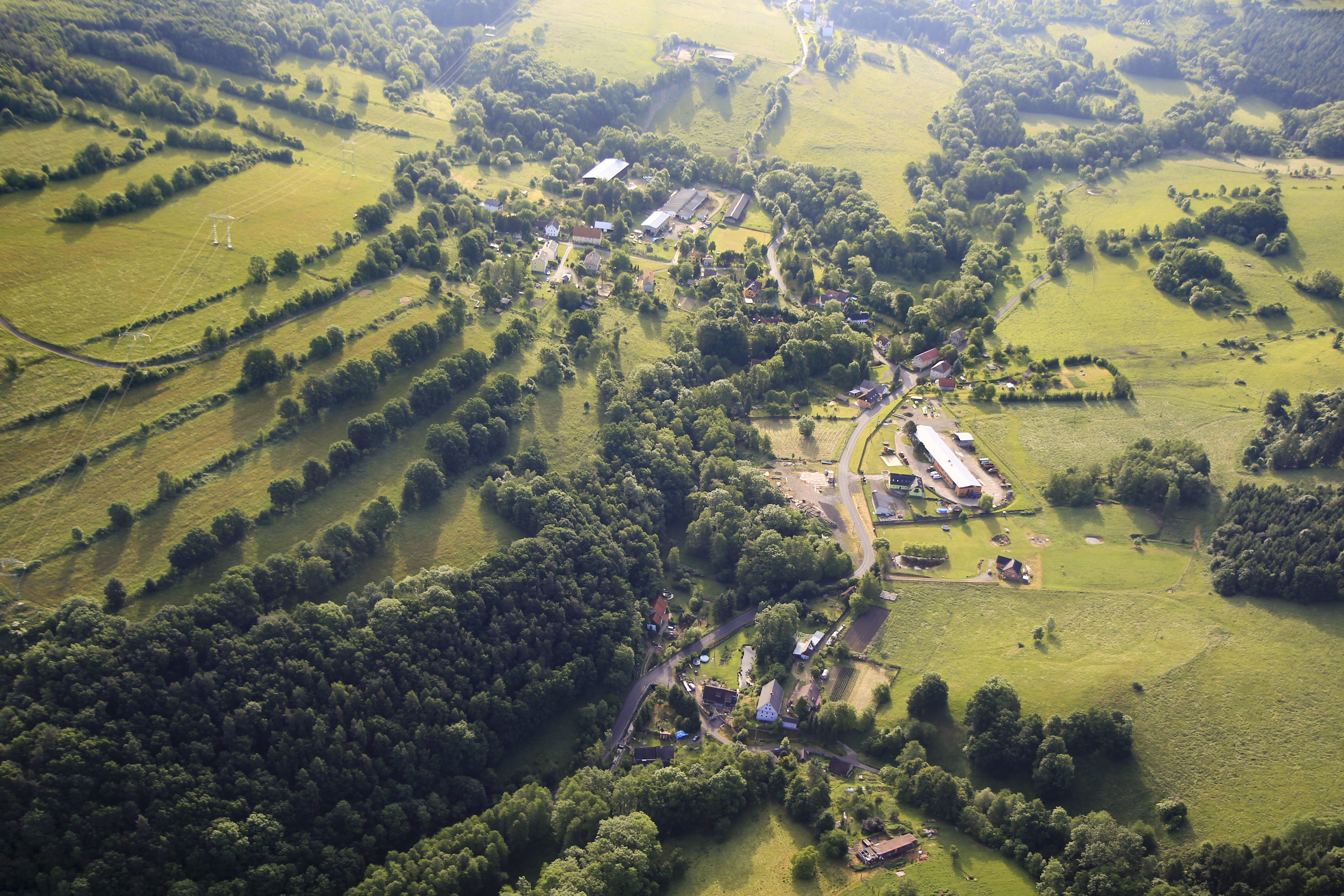
Lhota pod Pannou
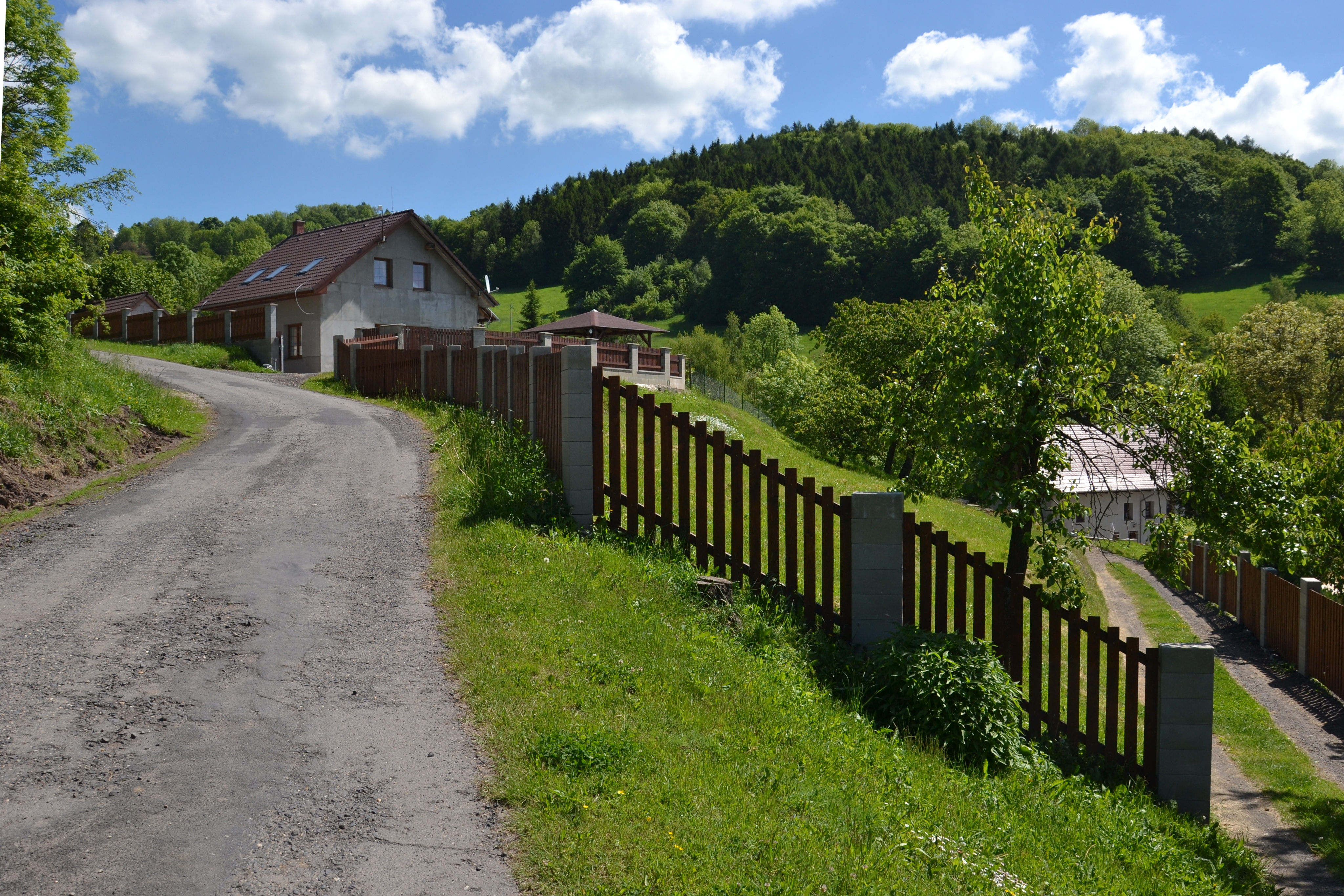
Babiny II
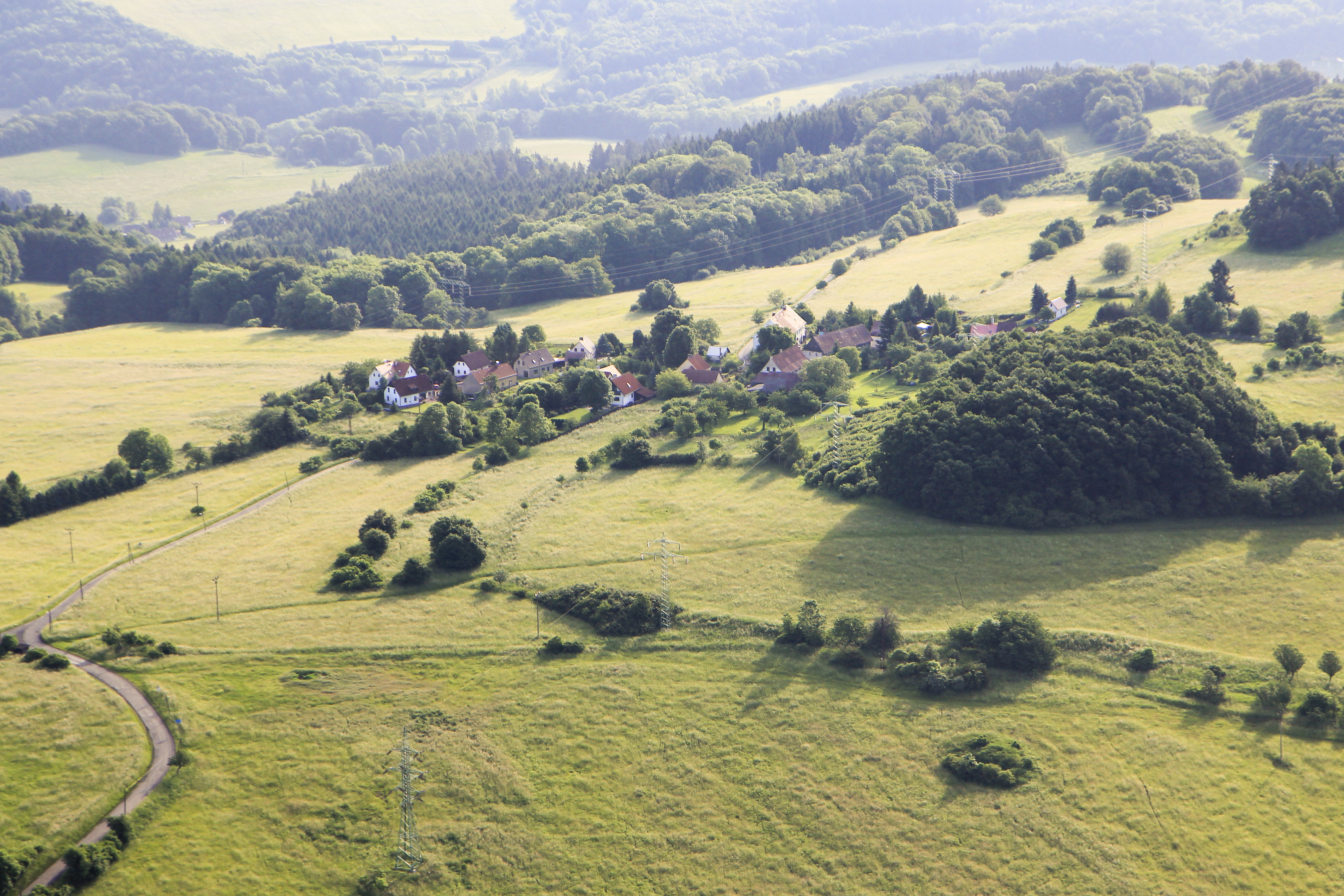
Doubravice

- Nová Ves u Pláně
- Suletice

- Bláhov
- Byňov
- Lhota pod Pannou
- Babiny II
- Doubravice

## Obyvatelstvo
| | 1869 | 1880 | 1890 | 1900 | 1910 | 1921 | 1930 | 1950 | 1961 | 1970 | 1980 | 1991 | 2001 | 2011 |
| --- | ---- | ---- | ---- | ---- | ---- | ---- | ---- | ---- | ---- | ---- | ---- | ---- | ---- | ---- |
| Obyvatelé | 184  | 187  | 189  | 177  | 191  | 160  | 180  | 96   | 141  | 63   | 93   | 117  | 141  | 119  |
| Domy | 35   | 35   | 35   | 35   | 35   | 35   | 38   | 26   | 71   | 17   | 22   | 20   | 27   | 31   |
| Tabulka v letech 1961–1991 zahrnuje údaje místní části Doubravice, v letech 1880–1991 údaje místní části Babiny II a v roce 1961 údaje místní části Haslice a také domy místních částí Babiny II, Lhota pod Pannou a Nová Ves u Pláně. |      |      |      |      |      |      |      |      |      |      |      |      |      |      |

## Pamětihodnosti

### Kostel sv. Pia V.
Kostel sv. Pia V. byl postaven roku 1787, kdy nahradil původní kapli. Na západní hodinové věži zavěšen nedatovaný středověký zvon s nápisem v gotické minuskuli. Dále jsou zde dva ocelové závěsy bez zvonů. Na trámech nad nimi malý litinový hodinový cymbál, nezdobený, natřený černou barvou. V minulosti se zde nacházel zvon z roku 1725, zvon z roku 1866 od Františka Herolda z Litoměřic a další nedatovaný zvon.

### Další pamětihodnosti
- Vodní mlýn
- Kaple svatého Jakuba v Doubravici. Kaple z poloviny 19. století stojí na návsi. Ve věžičce kaple nepřístupný zvon.
- Kaple z roku 1865 v Bláhově. Kaple s stojí na návsi v obci. V nástavci je zavěšen litinový zvon.
- Zaniklá kaple Nejsvětější Trojice v Suleticích. Kaple z roku 1773 byla v roce 1975 zbořena. Ve věžičce se v minulosti nacházel jinak neznámý zvon s reliéfem sv. Jana Nepomuckého a zvon z roku 1773 od Jana Jiřího Kühnera z Prahy.[8]

## Mineralogické muzeum
V roce 2002 bylo v obci Homole u Panny u příležitosti 150. výročí narození místního rodáka, geologa Josefa Emanuela Hibsche (1852–1940), otevřeno mineralogické muzeum. Muzejní expozice jsou umístěny v prostorách bývalé školy. Kromě četných informací o životě a díle J. E. Hibsche, který mj. jako první vypracoval podrobnou geologickou mapu Českého středohoří, jsou v muzeu vystaveny také ukázky minerálů a hornin z této oblasti.

## Rodáci
- Josef Emanuel Hibsch (1852–1940) – geolog a vulkanolog

## Galerie

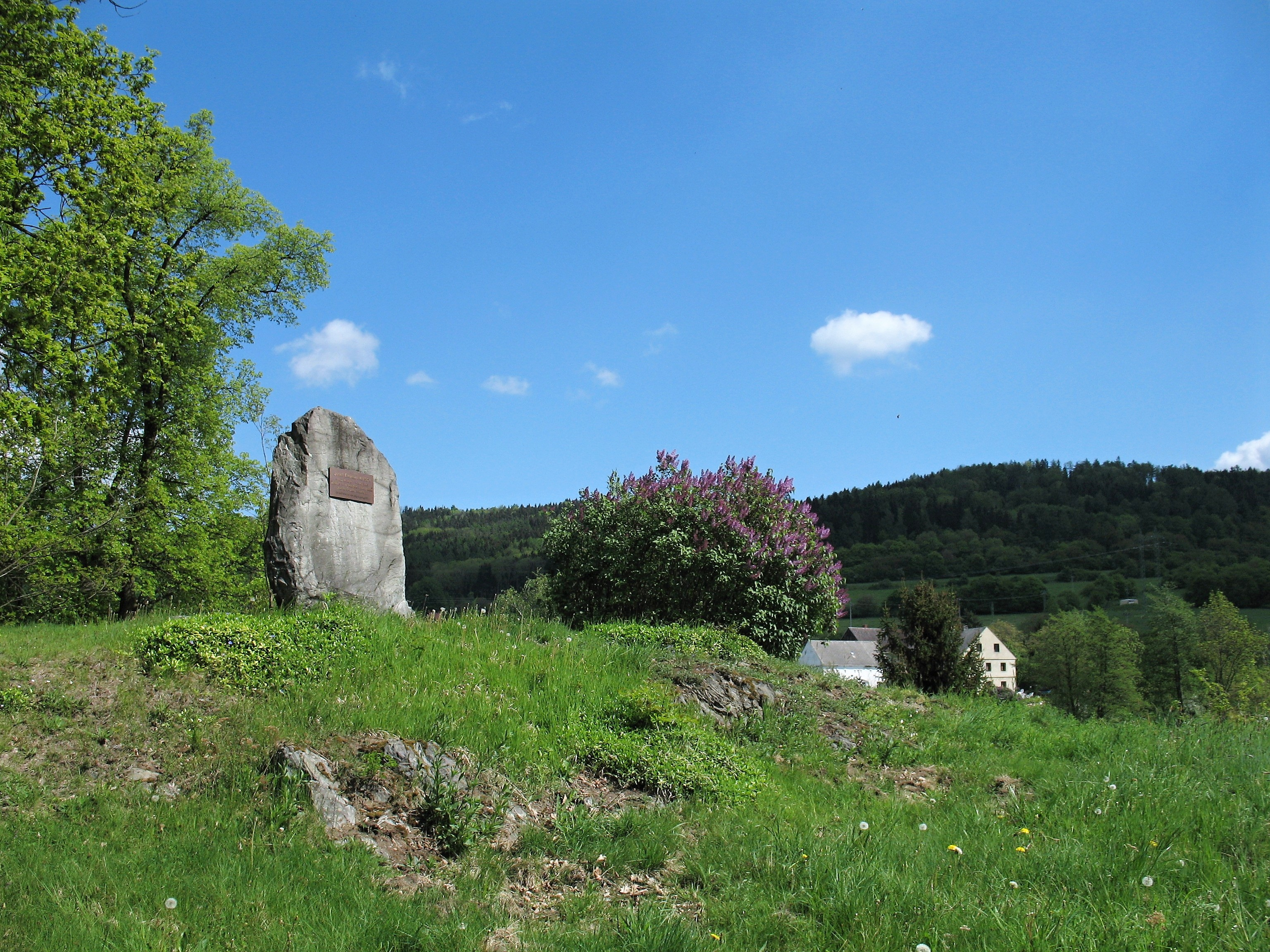
Pomník J. E. Hibsche na návrší u kostela
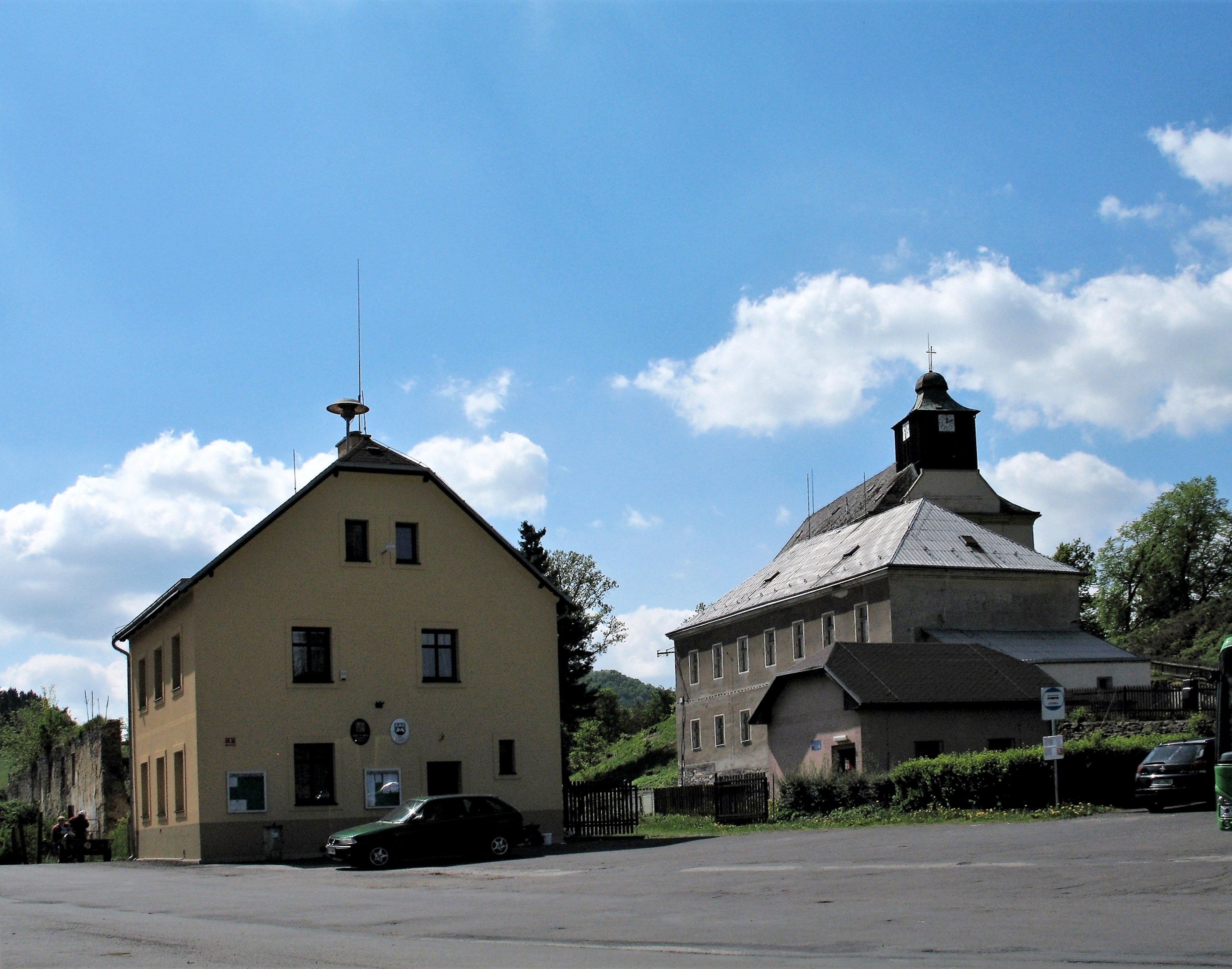
Obecní úřad, bývalá škola (muzeum) a kostel
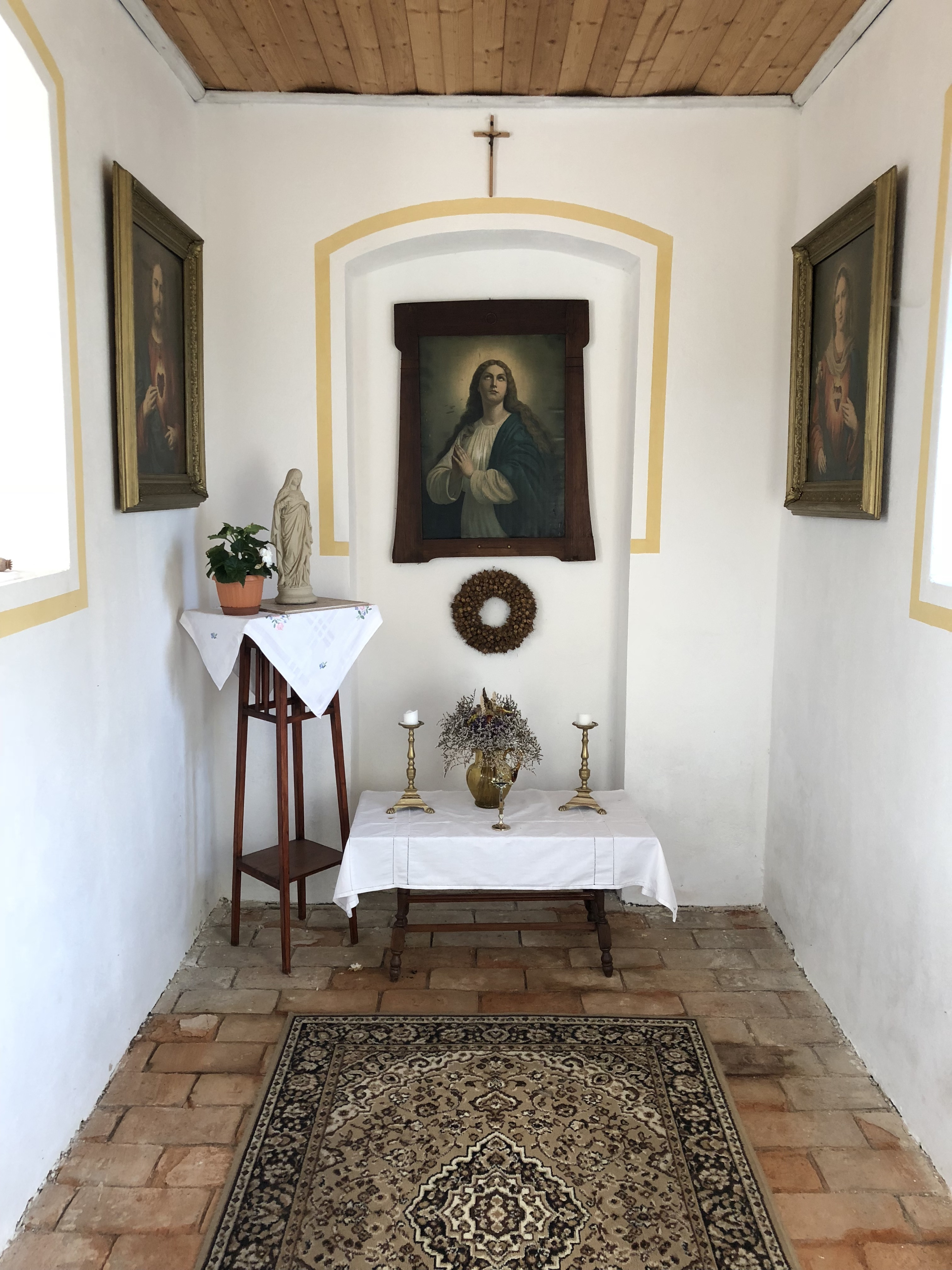
Interiér kaple v Bláhově
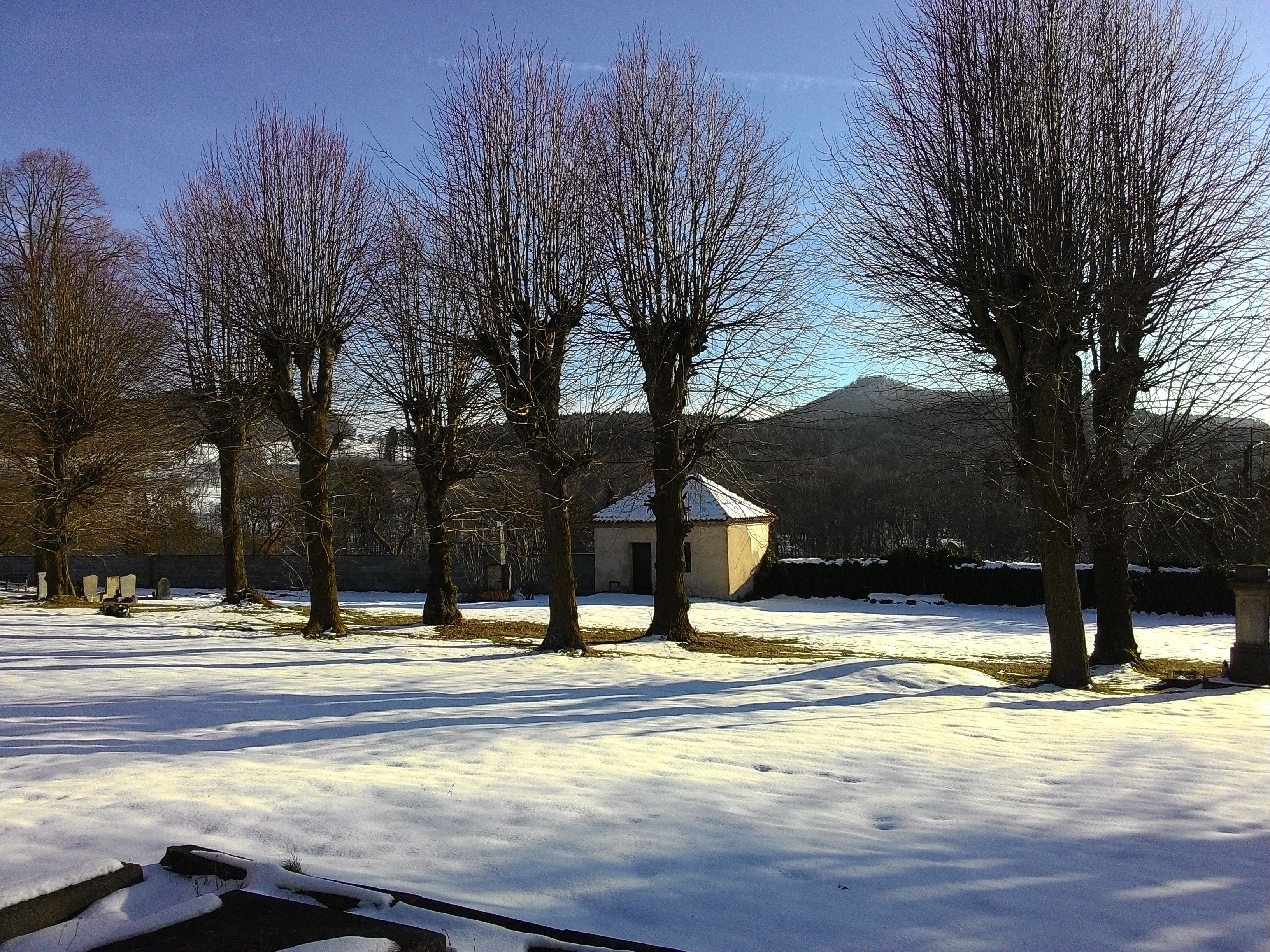
Hřbitov v Homoli
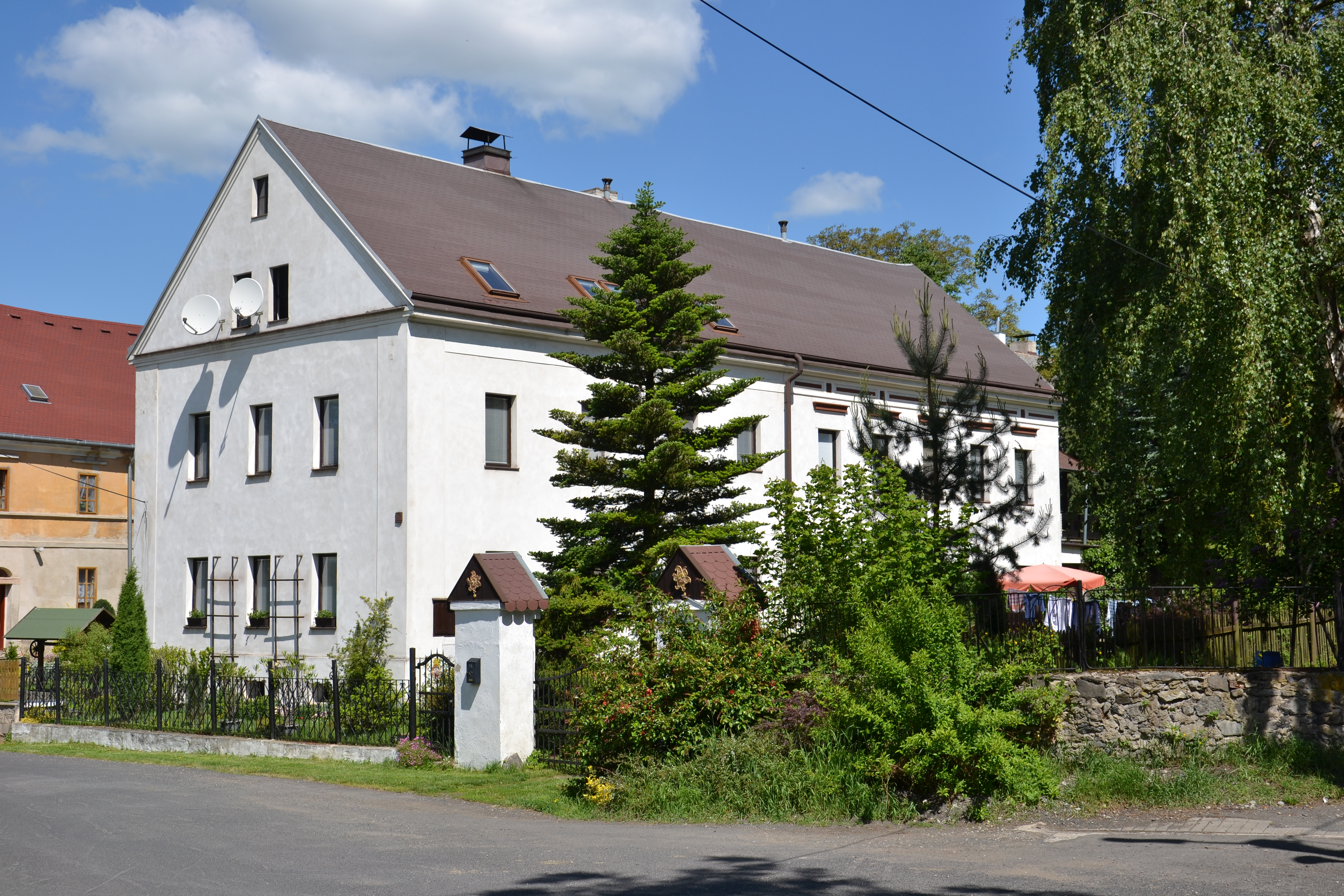
Usedlost čp. 14 v Suleticích